# Olivia Gram
Olivia Gram (* 23. November 2000) ist eine dänische Tennisspielerin.

## Karriere
Gram spielt bislang überwiegend Turniere auf der ITF Women’s World Tennis Tour, wo sie bislang aber noch keinen Turniersieg feiern konnte.
Bei der World Tennis Tour W60 Open Araba en Femenino 2021 erreichte sie im Dameneinzel das Achtelfinale.